# Phthiracarus excellens
Phthiracarus excellens är en kvalsterart som först beskrevs av Wojciech Niedbała 1982.  Phthiracarus excellens ingår i släktet Phthiracarus och familjen Phthiracaridae. Inga underarter finns listade i Catalogue of Life.